# Xiangyang (socken i Kina, Heilongjiang, lat 46,02, long 125,74)
Xiangyang (kinesiska: 向阳, 向阳乡) är en socken i Kina. Den ligger i provinsen Heilongjiang, i den nordöstra delen av landet, omkring 76 kilometer nordväst om provinshuvudstaden Harbin.
Genomsnittlig årsnederbörd är 909 millimeter. Den regnigaste månaden är juli, med i genomsnitt 189 mm nederbörd, och den torraste är januari, med 5 mm nederbörd.